# 張子強
张子强（1955年4月7日—1998年12月5日），綽號「大富豪」，生前為香港一个犯罪集团的大首脑，與季炳雄及葉繼歡被外界合稱「香港三大賊王」。

## 生平
張子強出生于广西省容县专区郁林县（今广西壮族自治区玉林市），4岁时随父母在逃港潮中偷渡到香港，后成為香港永久性居民。

### 械劫解款車
1991年7月12日，3名年約30歲的华裔男子於啟德機場持械行劫一輛解款車，劫去大量的美金和港幣現鈔，相當於1.7億港元，護衛公司內鬼正是「大富豪」的老婆羅豔芳。同年9月，張子強因涉嫌串謀行劫被捕，後被重判入獄18年。張子強不服上訴，法官認為此案證人的口供證據不足，張子強於1995年6月22日在香港最高法院上訴得直，當庭釋放。

### 連環綁架香港富商
出獄后不足一年，1996年5月23日傍晚張子強與金嘉裕再度犯案，這次案情更轟動，綁架了香港首富長實集團主席李嘉誠的長子李澤鉅，當日李澤鉅乘坐高級豪華房車返回壽臣山道寓所途中，張子強與同黨駕車攔住李澤鉅的房車，並用AK-47突擊步槍和手槍指著他和司機，更向房車連開兩槍。綁匪迅速將李澤鉅拖出車外，脅迫他登上賊車離去，並讓司機開車返回李家，通報李澤鉅被綁架的消息。綁架成功使張子強非常高興，還在李澤鉅額上輕吻。隨後將他脫光衣服，只穿一條內褲囚禁在粉嶺鶴藪一個廢棄雞場的房屋內。張子強腰纏炸彈親自去李家大屋與李嘉誠洽談贖金，李嘉誠因此不敢報警並即場答應，張子強一口索價20億港元，李嘉誠指：「現金只有10億，如果你要，我可以到銀行給你提取」張先拿了3,800萬港元。本來李嘉誠先給他4000萬，但張嫌4與「死」字諧音，不吉利。隨後李嘉誠又給了他10億現金，最後張子強成功勒索高達10.38億元巨款，與長江基建的股票編號「1038」一樣，犯罪所得金额之高曾录入吉尼斯世界紀錄大全。李嘉誠給錢的時候還勸他可以拿錢買他們公司的股票，或者存下來夠他花半輩子的。張子強收錢後，親自駕車將被綁架一日的李澤鉅載到銅鑼灣怡東酒店門外釋放，李澤鉅並無受傷。李嘉誠與張子強洽談贖金時表現鎮靜，連張子強都很意外，張問他：「你為何這麼冷靜？」李回答指：「因為這次是我錯了，我們在香港知名度這麼高，但是一點防備都沒有，比如我去打球，早上五點多自己開車去新界，在路上，幾部車就可以把我圍下來，而我竟然一點防備都沒有，我要仔細檢討一下。」李嘉誠表示，當時有勸誡張子強：「你拿了這麼多錢，下輩子也夠花了，趁現在遠走高飛，洗心革面，做個好人；如果再弄錯的時候，就沒有人可以再幫到你了。」後來張子強致電李嘉誠，指自己在澳門賭輸2,000萬，並於電話上說：「你教教我，還有什麼是可以保險投資的？」李嘉誠當時回答：「我只能教你做好人，但你要我做什麼，我不會了。你只有一條大路，遠走高飛，不然，你的下場將是很可悲的。」經過這件事情之後，李嘉誠漸轉低調，明顯對家人保護起來。李澤鉅生了三女一男，除了大女兒因在1996年綁架事件發生前出世而公佈名字為燕寧（現名思德）外，隨後出生的孩子名字一直保密至今。
一年後張子強重施故技，綁架香港第二首富新鴻基地產主席郭炳湘，1997年9月29日張子強與一眾黨羽趁郭炳湘自行駕車至深水灣道豪宅大門外時，強行將他截停及擄走，禁錮於新界一間村屋內。當時綁匪要求郭炳湘致電回家要求贖金，但被郭炳湘拒絕，張子強等人每日對他施以暴力，迫使郭炳湘在被綁架四日後致電妻子李天穎，要求妻子準備20億港元贖金。被綁架期間，郭炳湘遭脫去衣服困於小木箱中，需長期蜷曲身體，每日靠叉燒飯及清水充飢。經過多番斡旋，郭家於10月3日支付6億港元贖金，但張子強收款後卻未立即放人，要待至翌日，郭炳湘才獲釋回家。雖然平安回家，但遭綁架及虐待的恐怖經歷令郭炳湘身心受創並因而患上抑鬱症，經逾一年治療才康復。

### 逃往中國大陸，被捕並處決
1998年1月他在香港新界北區馬草壟一間石屋儲存800公斤炸藥時，被香港警方追捕而潛逃中國大陸。同年策劃另一宗大案時，在江門外海大橋上與同黨胡濟舒被中華人民共和國公安机关拘捕，其餘多名黨羽亦相繼落網。11月12日广东省广州市中级人民法院对张子强案公开作出一审判决，他因非法買賣爆炸物罪被判死刑，另因綁架罪和走私武器、彈藥罪被判無期徒刑，並处剝奪政治權利終身、沒收財產人民幣6.621億元，于12月5日被槍决。張子強曾以「身為香港居民，而且犯案地點在香港」為理由向香港政府求助，要求引渡返回香港受審，以圖得以避過死刑，但為香港政府所拒絕。當時港府向外間公布的理由為：「因為中國公安以他曾在大陸犯案為理由，所以享有司法管轄權」，而在案件審理期間，亦積極向中國法院提供證供。事件引起了有關罪犯於中國大陸被捕受審而應否移交回港受審問題的爭議。
廣東省高級人民法院認為：本案指控的犯罪，有些犯罪行為雖然是在香港實施，但是組織、策劃等實施犯罪的准備工作，均發生在內地；實施犯罪所使用的槍支、爆炸物及主要的作案工具均是從內地非法購買後走私運到香港，依照《中華人民共和國刑事訴訟法》第二十四條的規定，中國大陸法院對本案依法享有管轄權。

## 犯罪年表
1991年6月及1992年3月，以葉繼歡為首的一伙匪徒，連續搶劫了香港觀塘物華街及深水埗大埔道的7間金鋪，劫得金飾價值達700多萬元。
1991年7月12日，搶劫啟德機場裝甲運鈔車1億6000萬元，張子強後來被捕，但法庭以證據不足為由，把他無罪開釋。港英當局當時還賠償給張子強一大筆錢，使張子強愈發張狂。張子強於此時在獄中結識葉繼歡，二人一拍即合，開始合作。
1995年11月，在深圳槍殺香港居民蔡志雄。
1996年5月，與葉繼歡集團合謀綁架香港超級富豪李嘉誠的長子李澤鉅，勒索港幣10億3千8百萬元。張子強分得4億3千8百萬。葉繼歡在作案前10天攜帶軍火返港，意外與警方交火，重傷被捕，但葉的部下仍參與了綁架案。
1997年9月，綁架香港第二富豪郭炳湘，勒索港幣6億元。張子強獨得3億元。
1997年10月，又策劃綁架澳門「賭王」何鴻燊，被警方識破，未遂。
1997年底，從中國大陸非法購買800公斤烈性炸藥，2000多枚雷管，並偷運到香港，圖謀制造更大的恐怖事件。據炸藥專家說，800公斤烈性炸藥如果集中爆炸，足以炸平一座十幾層的大廈。正是這800公斤炸藥，敲響了大富豪犯罪集團的喪鐘。
1998年因購買爆炸物在江門被中國大陸警方逮捕，後被廣州市中級人民法院判處死刑，於1998年12月5日執行槍決。

## 遭凍結資產
1998年8月26日凌晨，香港警方有組織罪案及三合會調查科向張的妻子羅豔芳下發法庭的「限制資產令」，凍結張子強旗下的大部分資產。羅豔芳委托律師向香港高等法院申請取消禁制令。11月4日，法庭正式撤銷資產凍結令，被拘押的15名張子強的有關人士和在港親戚被釋放，羅還獲得了警方支付的懲罰性的堂費賠償。後她與子女遷居泰國。

## 相关影视作品
由於張子強所犯案件題材有戲劇性，故中、港兩地都有電影或電視製作。
|        | 作品類別           | 作品名稱           | 主演     |
| ------ | ------------------ | ------------------ | -------- |
| 1995年 | 香港電影           | 《賊王》           | 任達華   |
| 1998年 | 香港電影           | 《驚天大賊王》     | 任達華   |
| 1999年 | 香港電影           | 《轟天綁架大富豪》 | 呂良偉   |
| 1999年 | 香港電視連續劇     | 《縱橫四海》       | 徐寶麟   |
| 2001年 | 中國大陆電視連續劇 | 《惊天铁案》       | 吴毅将   |
| 2001年 | 中國大陆電視連續劇 | 《插翅難逃》       | 赵燕国彰 |
| 2016年 | 香港電影           | 《樹大招風》       | 陳小春   |
| 2019年 | 香港電影           | 《追龍II：賊王》   | 梁家輝   |

## 参見
- 胡济舒
- 葉繼歡
- 季炳雄